# Fellestunnelen
Fellestunnelen eller Fellesstrekningen er den centrale del af T-banen i Oslo mellem Majorstuen i vest og Tøyen i øst. Den består af en 4,8 km lang dobbeltsporet tunnel, der trafikeres af alle T-banelinjer. Et stykke mellem Stortinget og Nationaltheatret ligger den ovenpå Oslotunnelen, der benyttes af fjerntog.

## Historie
Majorstuen var oprindeligt endestation for Holmenkollbanen, der åbnede som sporvej i 1898. Den første del af Fellestunnelen åbnede i 1928, da Holmenkollbanen blev forlænget som undergrundsbane til Nationaltheatret. I 1966 åbnedes den østlige del, da det nye T-banenet i det østlige Oslo fik endestation på Jernbanetorget. Tunnelen blev forlænget fra Jernbanetorget til Stortinget i 1977, og i 1987 blev den vestlige del af T-banenettet også forlænget dertil. Tog der kørte på den vestlige del kunne imidlertid ikke køre på den østlige del og omvendt, fordi banerne i vest var elektrificeret med køreledning, mens de i øst benyttede strømskinne. Derfor måtte passagerne skifte tog på Stortinget, hvor togene fra øst endte i vendesløjfe rundt om endestationen for togene fra vest.
Problemet blev løst i 1993, da den vestlige Sognsvannsbanen og Fellestunnelen blev ombygget til drift med strømskinne. På de vestlige baner, der stadig havde køreledning, blev der benyttet tog med både pantograf og slæbesko til strømskinne. Skiftet mellem de to systemer skete på Frøen på Holmenkollbanen og Montebello på Kolsåsbanen. Omkring 2010 blev de to baner ombygget til drift med strømskinne, der siden da benyttes på hele nettet.

## Drift
Der er i dag kapacitet til 7 afgange hvert kvarter vest for Stortinget, hvilket er fuldt udnyttet med afgange hvert kvarter på linje 1, 3 og 4 og to afgange hvert kvarter i dagtimerne mandag-fredag på linje 2 og 5. Øst for Stortinget er der kapacitet til 8 afgange hvert kvarter, forudsat at en af dem vender i vendesløjfen på Stortinget. Det udnyttes til at give 3 to afgange hvert kvarter mellem Stortinget og Mortensrud.
Flere af stationerne udmærker sig ved at være nogle af de mest benyttede knudepunkter i Oslo, blandt andet fordi Fellestunnelen går gennem hele centrum og trafikeres ofte. Dertil kommer så en række muligheder for skift til andre transportmidler. På Majorstuen, Nationaltheatret og Jernbanetorget kan der således skiftes til flere sporvejs- og buslinier. Jernbanetorget ligger desuden i tilknytning til Oslos hovedbanegård, Oslo S. Ved Grønland ligger Oslo bussterminal.
Af de 268.000 daglige passagerer på T-banen (pr. 2009) benytter halvdelen de seks stationer på Fellestunnelen.